# Жрецы у славян

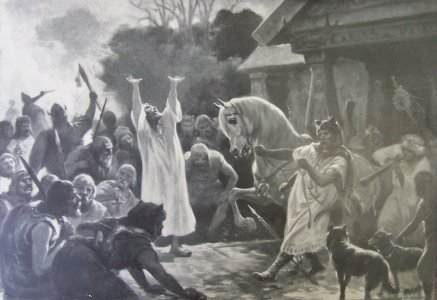
Ворожба перед битвой, Юзеф Рышкевич, 1890

Жрецы у славян — служители дохристианских языческих культов, название которых буквально означает «тот, кто приносит жертвы». Термин присутствует в основном в восточнославянских и южнославянских языках, тогда как у западных славян он засвидетельствован только в польском языке.
Жрецы и волхвы рассматриваются исследователями как разные категории славянского языческого духовенства; последние могут связываться только с восточным славянством.
Большинство сведений о славянском жречестве исходит из латинских текстов о язычестве полабских славян. Согласно источникам, они занимались принесением жертв богам, гаданием и определением дат праздников. Они обладали космологическими знаниями и были главным источником сопротивления христианизации.

## Этимология
Самое раннее свидетельство этого слова — старославянское жьрьць «жрец, священник». В других славянских языках слово представлено как рус. жрец бел. жрэц, и укр. жрець, производные от древнерусского жрецъ, и болг. и макед. жрец и словен. žréc, все со значением «языческий жрец». Чешское žrec заимствовано из древнерусского (чешские žrec и žertva встречаются в подложных чешских глоссах в Mater Verborum), как и хорватский žrec. Исключением является пол. żerca, что исторически означает «сват». Праславянская форма реконструируется как *žьrьcь, буквально «тот, кто приносит жертвы», которое является nomen agentis от глагола *žьrti «освящать, жертвовать». От последнего происходят старослав. жрьти, жрѣти и древнерусское жерети. Этот глагол происходит от праиндоевропейского корня *gʷerH- «хвалить» и родственен литовскому gìrt, латышскому dzir̃t, древнепрусскому girtwei, санскритскому गृणाति gṛṇā́ti «прославлять», или латинскому grātēs «благодарность». От этого глагола также происходит праслав. *žьrtva «жертвоприношение», которое дало старослав. жрьтва, ⰶⱃⱐⱅⰲⰰ и другие родственные слова. Макс Фасмер считал рус. же́ртва заимствованием из старославянского из-за появления е вместо ожидаемого ё.
В древнепольском языке жрец появляется в формах żyrzec, żerzec, żyrca, żerca с начала XV века до XVI века в польских переводах Нового Завета (обычно речь идёт о распорядителе пира в евангельском сюжете о браке в Кане Галилейской) как эквивалент латинского слова architriclinus и означает «сват»; позже он присутствует только в словарях, где выступает как синоним латинских слов pronubus и paranymphus, а также польских swat, dziewosłąb, hochmistrz, marszałek weselny. Только в одном свидетельстве слово żyrcowie (множественное число от żyrca) использовалось для обозначения всех гостей свадьбы. Помимо этих слов, в Словаре Самуила Линде также упоминаются żerecki из Будного, żertownik «жертвенный стол» в церквях Пимины и Саковича, żertwa или żertwa и żertować, однако эти слова считаются заимствованными из старославянского. Но по этой причине слово żyrzec не следует считать заимствованием из старославянского, поскольку в старославянских текстах латинское слово architriclinus было славянизировано как architriklinĭ или заменено другим словом. В отличие от слов в восточнославянских языках, польские слова означали не «жрец», а «сват», что объясняется тем, что языческие жрецы, помимо приношения жертв богам, занимались ещё и сватовством. Брак долгое время находился вне контроля христианской церкви, и церковь применяла суровые наказания, прежде чем смогла ввести церковные венчания. Исследования истории польских браков также свидетельствуют о том, что сват обладал функциями священника.
Базовой формой польского слова считается żyrzec, потому что она наиболее ранняя и наиболее частотная, хотя на основе старославянской формы žĭrĭcĭ следует ожидать форму żrzec, żerca . По этой причине Ян Лось включил это слово в группу слов łyżka, dźwirze, chrzybiet, где ь удлинилось до i. Нарушение ожидаемого развития слова могло быть также вызвано словами żyr, pożyrać «пожирать»: żerca превратилось в żyrca, а затем, когда во всех польских словах -ir- и -yr- перешло в -er-, возникли формы żerzec и żerca.

## Происхождение
Основные сведения о славянском жречестве касаются жрецов полабских славян. Генезис сложившегося полабского священства неясен: Казимеж Вачовский приписывал правителям племени лютичей одновременно роль верховных жрецов, а Лешек Павел Слупецкий, высказывающий аналогичную точку зрения, добавляет, что первоначально князь-жрец сочетал в себе сферы священного и профанного, которые позже у лютичей были разделены. Многие другие исследователи указывают на связь между вождем и жречеством. Хенрик Ловмянский, напротив, считал, что развитие западнославянской религии в целом было смоделировано по образцу христианства. Однако, в конечном счёте, эти взгляды являются предположениями, поскольку средневековые источники не указывают, как происходил отбор жрецов.
Археолог В. В. Седов считал, что вождь (князь) у древних славян совмещал административные, военные и религиозные функции.

## Описание и функции
По мнению Александра Гейштора, этимология предполагает, что функцией жрецов было знать молитвы и гимны и способы их исполнения, а функцией волхвов — совершать магические действия. Анджей Шиевский говорит о жрецах и волхвах как об отдельных категориях славянского духовенства. Он считает, что волхвы были связаны с шаманскими практиками. Исследователь предполагает, что волхвы пользовались большим уважением в народе, хотя и не имели такого влияния на власть, как жрецы. Ежи Стшельчик трактует волхвов как принадлежащих к восточному славянству.
По мнению В. Н. Топорова, жреческая организация у славян определённо существовала и в ряде случаев (у балтийских славян) представляла собой достаточно развитую и специализированную систему, но конкретные детали либо не известны совсем, либо известны минимально.

### Полабские славяне
Согласно описаниям, полабские жрецы в основном занимались гаданием. Они гадали в основном с помощью лошадей: Саксон Грамматик утверждает, что у руян лошадь трижды водили между несколькими копьями, вбитыми в землю под углом и соединёнными друг с другом, и если лошадь начинала идти каждый раз с правой ноги, это считалось хорошим предзнаменованием. Согласно Титмару Мерзебургскому, подобное гадание, только в два этапа, проводилось в Ретре, и Герборд описывает, что у поморян жрец три или четыре раза водил снаряженного коня над девятью копьями, и если конь не касался копий ногами, это было хорошим предзнаменованием. Генрих Латвийский описывает, как славяне хотели принести монаха в жертву богам — следовало ли это сделать, решалось поведением коня. В итоге монаха оставили в живых, что указывает на непредсказуемость оракула. Властителем судьбы здесь считалось божество, конь передавал его волю, а жрец был исполнителем оракула.
Гельмольд из Босау в своей Хронике описал, что в роще бога Прове каждый понедельник собирались народ, князь и жрец, чтобы вершить правосудие. Основная, отдельная часть рощи была доступна только жрецу, людям, желающим принести жертву, или людям, которым угрожала опасность. Гельмольд сообщает даже имя жреца бога Прове — Мике. Саксон также описывает, что рог, который был прикреплен к идолу Световита в Арконе, также использовался жрецами для гадания. Саксон Грамматик также описывает обряд, проводимый после сбора урожая: в кульминационный момент приносили большой жертвенный калач, размером с человека, который жрец ставил между собой и народом, собравшимся перед храмом и спрашивал: «Вы меня видите?», и когда ответ был утвердительным, он говорил: «Вы не сможете увидеть меня в следующем году», что было пожеланием более обильного урожая в следующем году. Александр Гейштор связал этот полабский ритуал с идентичным ему, совершаемым православным священником в Болгарии.
Жрецы также знали космологию (жрецы Щецина объясняли трехчастную природу космоса), определяли даты праздников и были основным источником сопротивления христианству. В отличие от большинства славянских мужчин, жрецы носили длинные волосы и бороды и длинные одежды.

### Другие славянские народы
Сведения о славянском жречестве относительно западных славян вне полабской группы, а также восточных славян или южных славян более скудны. В древнерусских текстах роль жрецов-заклинателей часто играют волхвы.

## Политическая власть

### Лютичи
Лютичи (велеты) были конфедерацией плёмен, населявшей обширную территорию вокруг реки Пене. Из описания Титмаром системы этой конфедерации можно сделать вывод, что она не имела централизованной власти, а решения принимались коллегиально на собраниях. Отсутствие монархического правления, предположительно, приводило к усилению влияния жречества. По словам Бернхарда Гутмана, на политический вес жречества влиял принцип единства среди жрецов Ретры, что также придавало этому центру важное политическое значение. Немецкий историк Вольфганг Х. Фритце также отмечает значительную роль жрецов в политике, но указывает, что, согласно правовым нормам, власть не находилась в руках жрецов Ретры. С другой стороны, по словам чешского историка Либуши Грабовой, жрецы Ретры приобрели большее значение в условиях христианского давления, а сам город Ретра получил власть, близкую к княжеской, прежде всего в вопросах внешней политики. Историк Родерих Шмидт также добавляет, что восстание полабских славян в 983 году началось с собрания в Ретре и там же проходили празднования победы в восстании 1066 года. Историк Иоахим Херрманн, который также ссылался на эти два события, высказал мнение, что ни одна война не проводилась без инициативы и согласия жрецов. Исследователь рассматривает союз лютичей как тайный союз, организованный жрецами Ретры, в то время как Манфред Хельманн придерживался противоположной точки зрения и считал, что жречество приобрело значение лишь после победы восстания, в результате которой народ признал превосходство славянских богов над христианским Богом. Согласно Энтони Д. Смиту, разделявшему общества на латеральные (латерально-аристократические), являющиеся открытыми и динамичными, и вертикальные (вертикально-демократические), подчёркивающие свою этническую связь и отделяющие себя от мира, лютичей следует отнести к вертикальной группе; это объединение было создано путём совместного ведения войн. Вертикальность племени ведёт к отказу от религиозного синкретизма, культурной ассимиляции и экзогамии. Типичным для таких обществ является существование специализированного класса жрецов. Эту точку зрения поддерживает Кристиан Любке.

### Руяне
Основными источниками сведений о жречестве руянах являются Gesta Danorum Саксона Грамматика и Chronica Slavorum Гельмольда. Для этого племени учёные ещё определённее, чем в случае с велетами, указывают на доминирующую роль жрецов в обществе и политике. Они опираются на информацию Гельмольда о том, что руяне были единственным славянским племенем, у которого был король (верховный правитель), но его власть была слабой по сравнению с властью жреца, или на информацию Саксона о том, что у жрецов Световита было 300 лошадей и столько же всадников. По словам Свена Вихерта, такая категоричная интерпретация не верна, поскольку большинство учёных упускают из виду первые сведения Гельмольда о жречестве, где, по его словам, король и жрец имели равное положение. Кроме того, Саксон не упоминает о роли жрецов во время переговоров после сдачи Арконы датчанам. Более умеренных взглядов придерживался, например, Манфред Хельманн, признававший сосуществование княжеской и жреческой власти. Иоахим Херрманн и Эвамария Энгель, с другой стороны, считали, что жрецы влияли на политические решения с помощью оракулов и их авторитета. Они также указывают на эпизод, когда жрец из руян, увидев, что христианский священник, пришедший с саксонскими купцами на рынок на Рюгене, проводит там христианское богослужение, созвал короля и народ и потребовал выдачи христианского священника, которого он хотел принести жертву богам в качестве компенсации за продвижение христианства. Такая ситуация, по мнению этих исследователей, доказывает, что жрец не обладал исполнительной властью